# Abdulrahman Khamis
Abdulrahman Khamis (* 28. Januar 1993) ist eine bahrainischer Weitspringer, der auch im Sprint aktiv ist.

## Sportliche Laufbahn
Erste internationale Erfahrungen sammelte Abdulrahman Khamis bei den Asienmeisterschaften 2013 in Pune, bei denen er mit 6,77 m in der Qualifikation ausschied. Im Jahr darauf nahm er an den Hallenasienmeisterschaften in Hangzhou teil und wurde dort mit 6,89 m Elfter. 2015 erreichte er bei den Arabischen Meisterschaften in Manama Rang fünf und schied bei den Asienmeisterschaften in Wuhan mit 6,98 m erneut in der Qualifikation aus. 2018 nahm er erstmals an den Asienspielen in Jakarta teil und wurde dort mit der bahrainischen 4-mal-400-Meter-Staffel in 3:03,97 min Fünfter.

## Persönliche Bestzeiten
- 400 Meter: 47,34 s, 9. Juli 2018 in Amman
- Weitsprung: 6,98 m (+0,4 m/s), 3. Juni 2015 in Wuhan
  - Weitsprung (Halle): 6,89 m, 15. Februar 2014 in Hangzhou